# Shel Talmy
Shel Talmy (11. srpna 1937 Chicago, Illinois, USA – 13. listopadu 2024 Los Angeles, Kalifornie, USA) byl americký hudební producent, skladatel a hudební aranžér známý především jako producent skupin The Who a The Kinks v 60. letech 20. století spolupracoval i s dalšími anglickými hudebníky jako je Cat Stevens nebo kapela Pentangle. Produkoval hity jako „You Really Got Me“ od The Kinks, „My Generation“ od The Who a „Friday on My Mind“ od The Easybeats. Na několika nahrávkách, které produkoval, hrál také na kytaru a tamburínu.